# Pralka WM 66

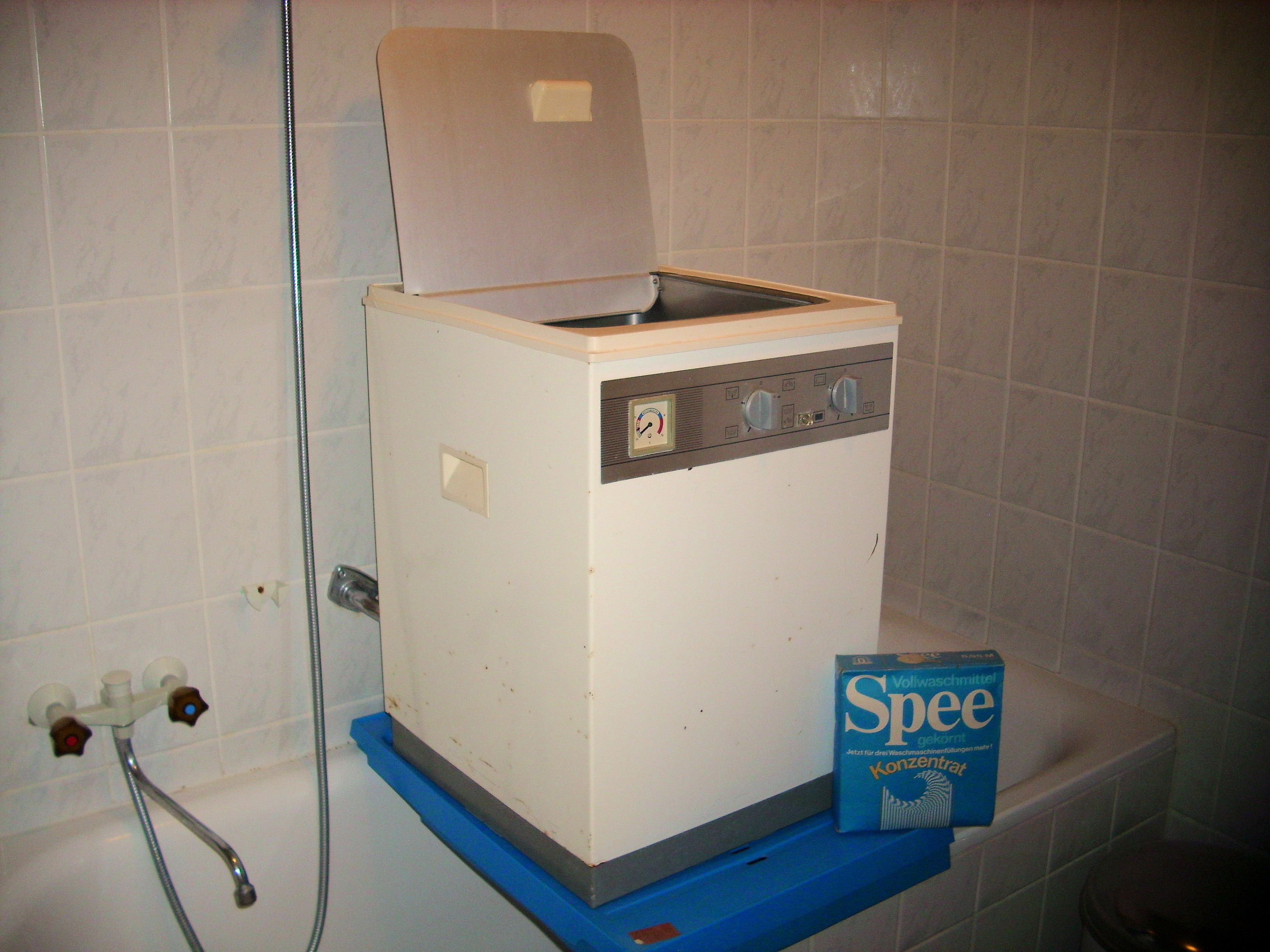
WM 66 z opakowaniem znanego w NRD proszku do prania Spee

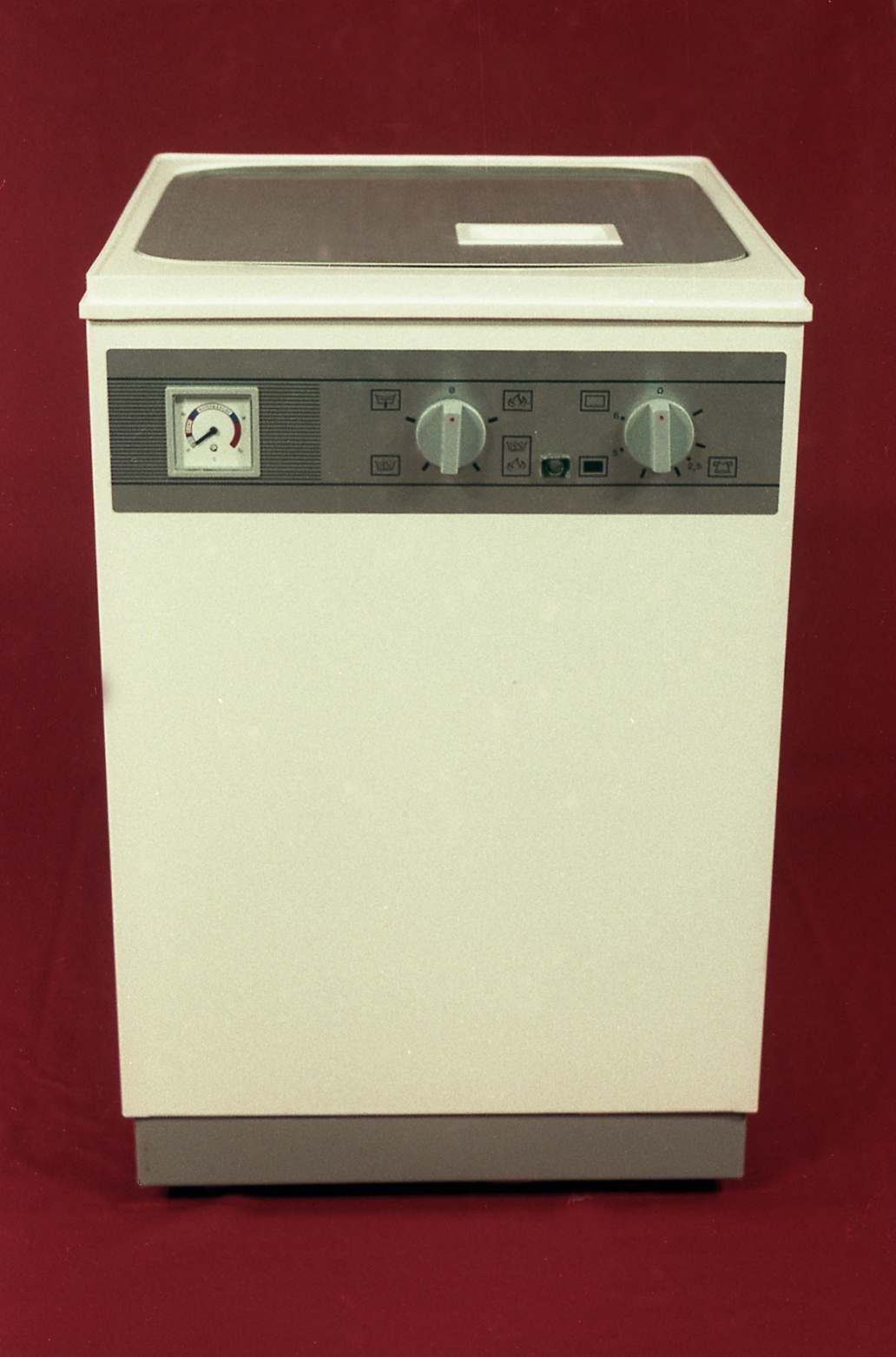

WM 66 – typ pralki produkowanej i sprzedawanej w Niemieckiej Republice Demokratycznej od 1966 roku. Oznaczenie WM pochodzi od słowa Wellenradwaschmaschine (pol. „pralka pulsatorowa”). Z powodu prostej konstrukcji technicznej pralki te były relatywnie tanie i odznaczały się łatwością obsługi, kompaktową budową, niskim wskaźnikiem zakłóceń i awarii jak również długim czasem życia. Przyczyniło się to do milionowej produkcji, przeznaczonej tak dla rynku NRD, jak i na eksport. Szerokie rozprzestrzenienie WM 66 uczyniło ją najbardziej znanym urządzeniem elektrycznym w NRD i symbolem podwyższenia standardu życia, który charakteryzował rozwój socjalny NRD końca lat 60. i początku lat 70. Producentem pralek WM 66 było przedsiębiorstwo VEB Waschgerätewerk Schwarzenberg.

## Technika
WM 66 była ładowana od góry. Obracanie prania w metalowej kadzi o pojemności 30 l odbywało się dzięki tzw. pulsatorowi w spodzie maszyny. Urządzenie nie miało przyłącza wody, więc kadź trzeba było napełniać ręcznie. Dzięki temu możliwe było używanie pralki także w miejscach, gdzie nie było ciśnieniowego podłączenia wody, np. w ogrodach, w turystyce kempingowej czy w starszych domach na obszarach wiejskich. Obsługa urządzenia odbywała się przez dwa przełączniki obrotowe, dzięki którym możliwe było ręczne nastawienie funkcji („grzanie”, „pranie i grzanie”, „pranie” a w przypadku modelu z pompą także „opróżnianie”) jak i czas działania pulsatora. Temperatura wody była pokazywana na termometrze, jednakże nie była regulowana przez urządzenie; zamiast tego użytkownik musiał wyłączać ogrzewanie, gdy woda osiągała oczekiwaną temperaturę. Prostsza wersja nie była opróżniana przez pompę, lecz przez podwieszenie węża odprowadzającego. Płukanie prania było oddzielną czynnością, wykonywaną np. w wannie, a wirowanie odbywało się w oddzielnej wirówce. Jako para do urządzenia był sprzedawany „Haushalt-Kleinschleuder TS 66” (pol. domowa mała wirówka TS 66), która dla zaoszczędzenia miejsca w czasie nieużywania mogła być przechowywana w kadzi pralki WM 66.
Urządzenie ważyło ok. 23 kg i miało mniej więcej 60 cm wysokości, 45 cm szerokości i 50 cm głębokości. Podczas jednego cyklu można było wyprać ok. 1,5 kg prania a czas cyklu wynosił średnio 5-6 min. Mimo iż w późniejszym czasie pojawiły się na rynku w NRD także nowoczesne pralki półautomatyczne i automatyczne, a WM 66 coraz bardziej postrzegana była jako technicznie przestarzała, nadal pozostawała z powodu wymienionych wcześniej zalet popularna. Szczególnie jej długi czas życia przyczynił się do tego, że wiele egzemplarzy było używanych przez dziesięciolecia. Lekko zmodernizowana wersja WM 66, w której obok zmiany wzoru przemysłowego wprowadzono także termostat w miejsce termometru, była produkowana w niewielkiej liczbie pod nazwą WM 600 przez następcę VEB w Schwarzenbergu aż do 2000 roku.

## Inne możliwości zastosowania
Możliwość podgrzewania wody w kadzi w pralkach typu WM 66, także poza procesem prania, aż do 100°C spowodowała, że pralki te doczekały się także innych zastosowań — używano ich do gotowania prania, artykułów higienicznych i innych materiałów (w celu usunięcia patogenów czy alergenów), farbowania prania czy też np. konserwacji artykułów spożywczych przez zagotowywanie. WM 66 były także używane przy różnych okazjach jak przyjęcia zakładowe czy festyny wiejskie m.in. jako wanienki do podgrzewania większej ilości kiełbasy typu bockwurst i podobnych potraw. Także współcześnie bywa używana do tworzenia zacieru i gotowania przypraw przy domowym warzeniu piwa.